# Calumma parsonii
Caméléon de Parson
Espèce
Synonymes
- Chamaeleon parsonii Cuvier, 1825
- Cameleonis rarissima Parsons, 1768
- Chamaeleo madecasseus Lesson, 1832
- Chamaeleon parsonsi var. cristifer Methuen & Hewitt, 1913

Statut de conservation UICN

 NT  : Quasi menacé
Statut CITES
Calumma parsonii, le Caméléon de Parson est une espèce de sauriens de la famille des Chamaeleonidae.

## Répartition
Cette espèce est endémique du Nord et de l'Est de Madagascar.

## Description

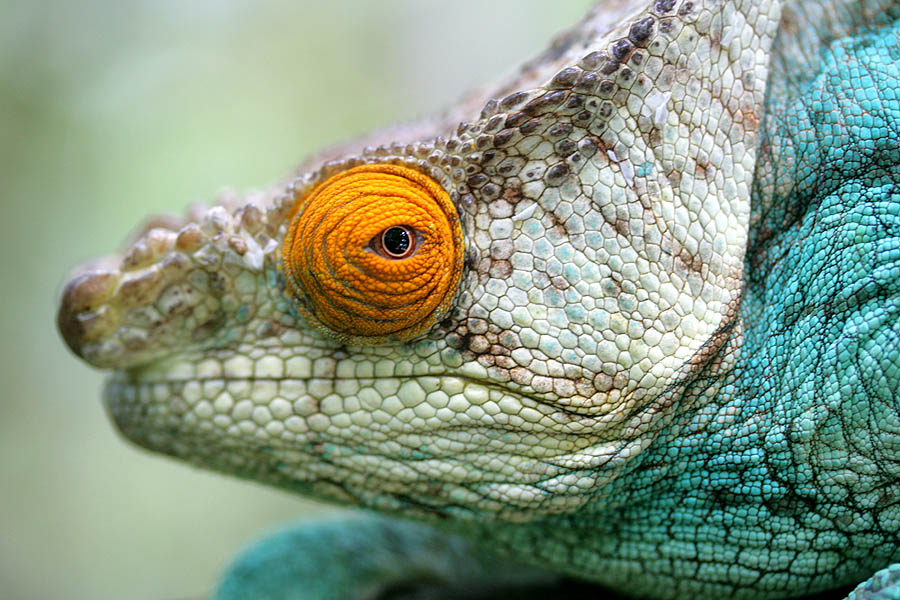
Détail de la tête

Ce grand caméléon atteint 68 cm.
Les femelles pondent de 20 à 25 œufs tous les deux ans.

## Liste des sous-espèces
Selon The Reptile Database (17 août 2015) :
- Calumma parsonii cristifer (Methuen & Hewitt, 1913)
- Calumma parsonii parsonii (Cuvier, 1825)

## Étymologie
Cette espèce est nommée en l'honneur de James Parsons.

## Galerie

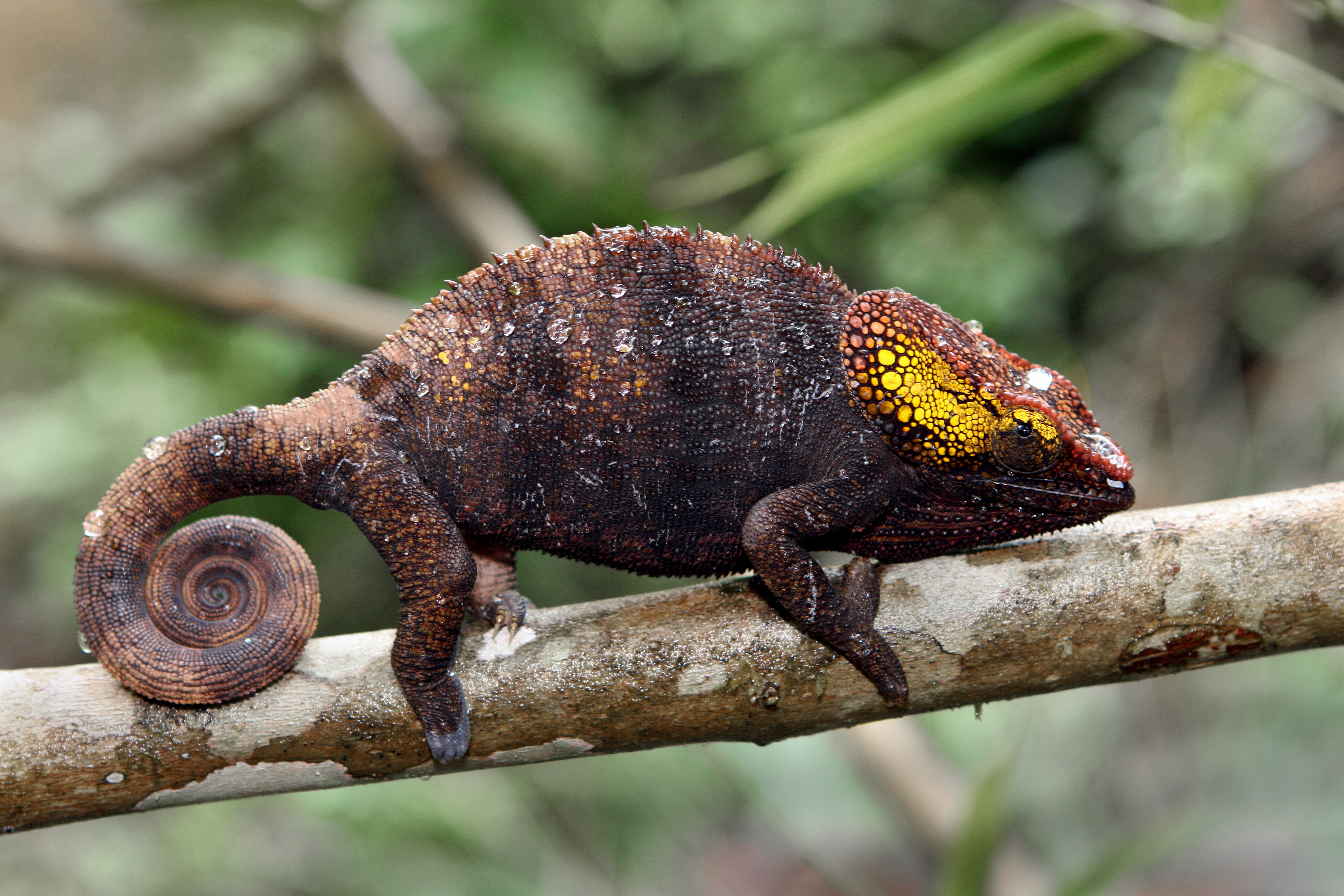
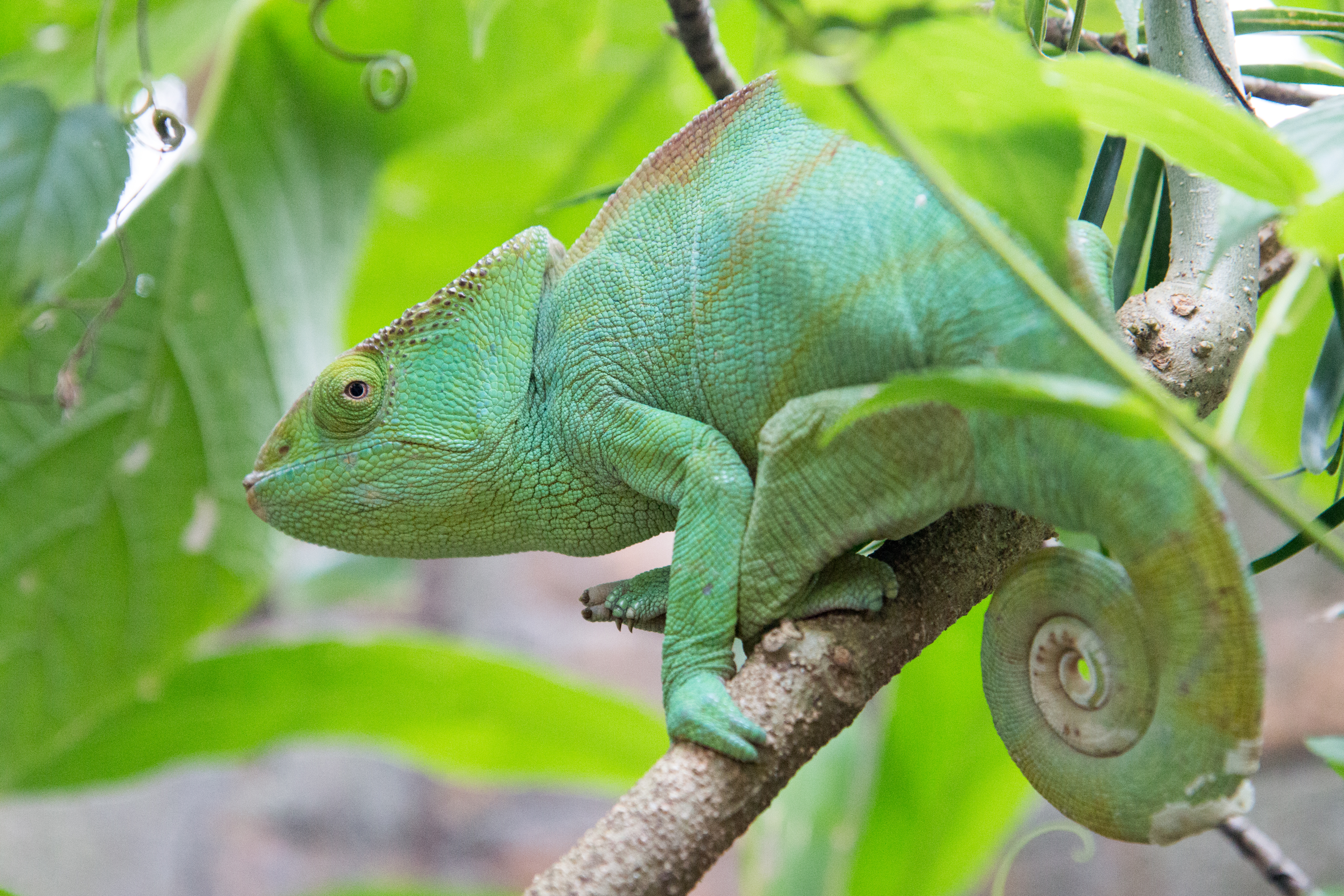
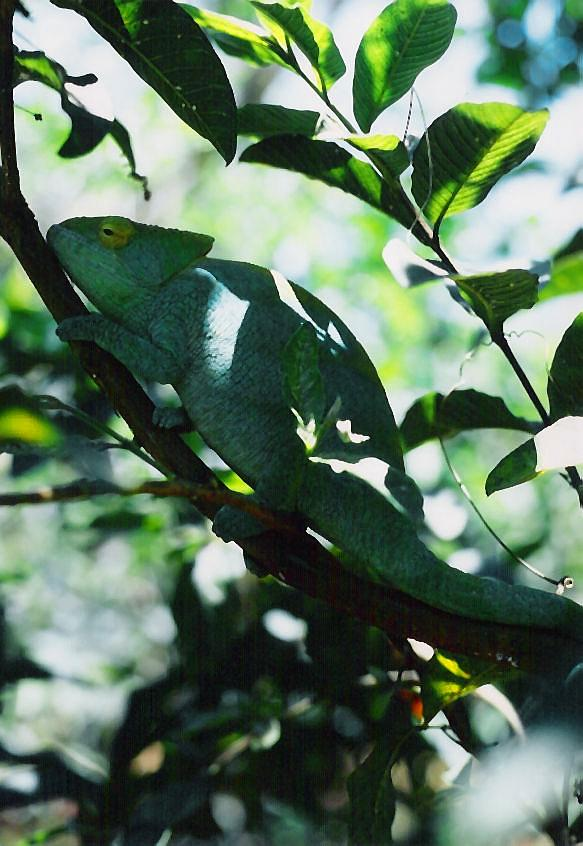
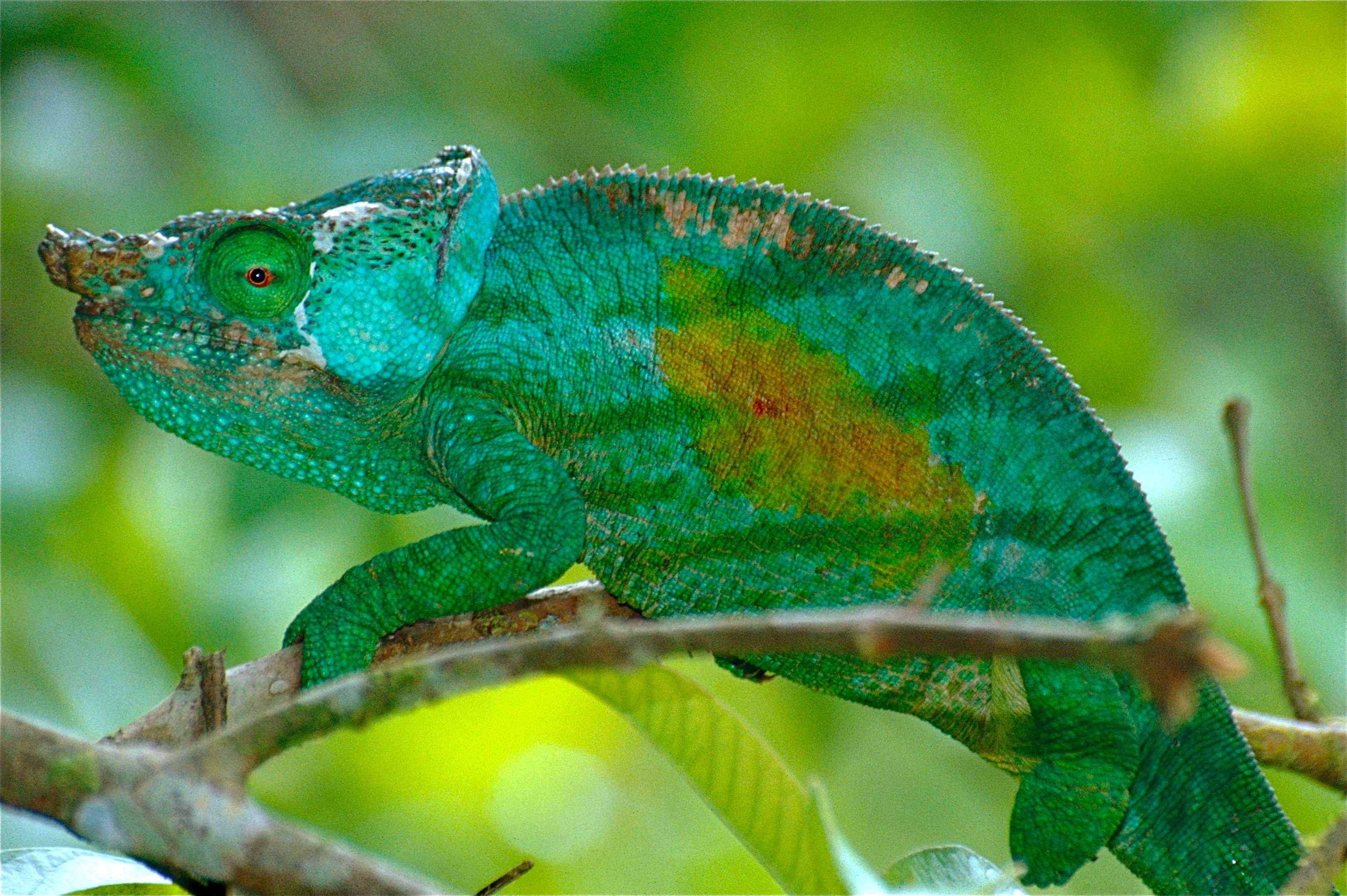
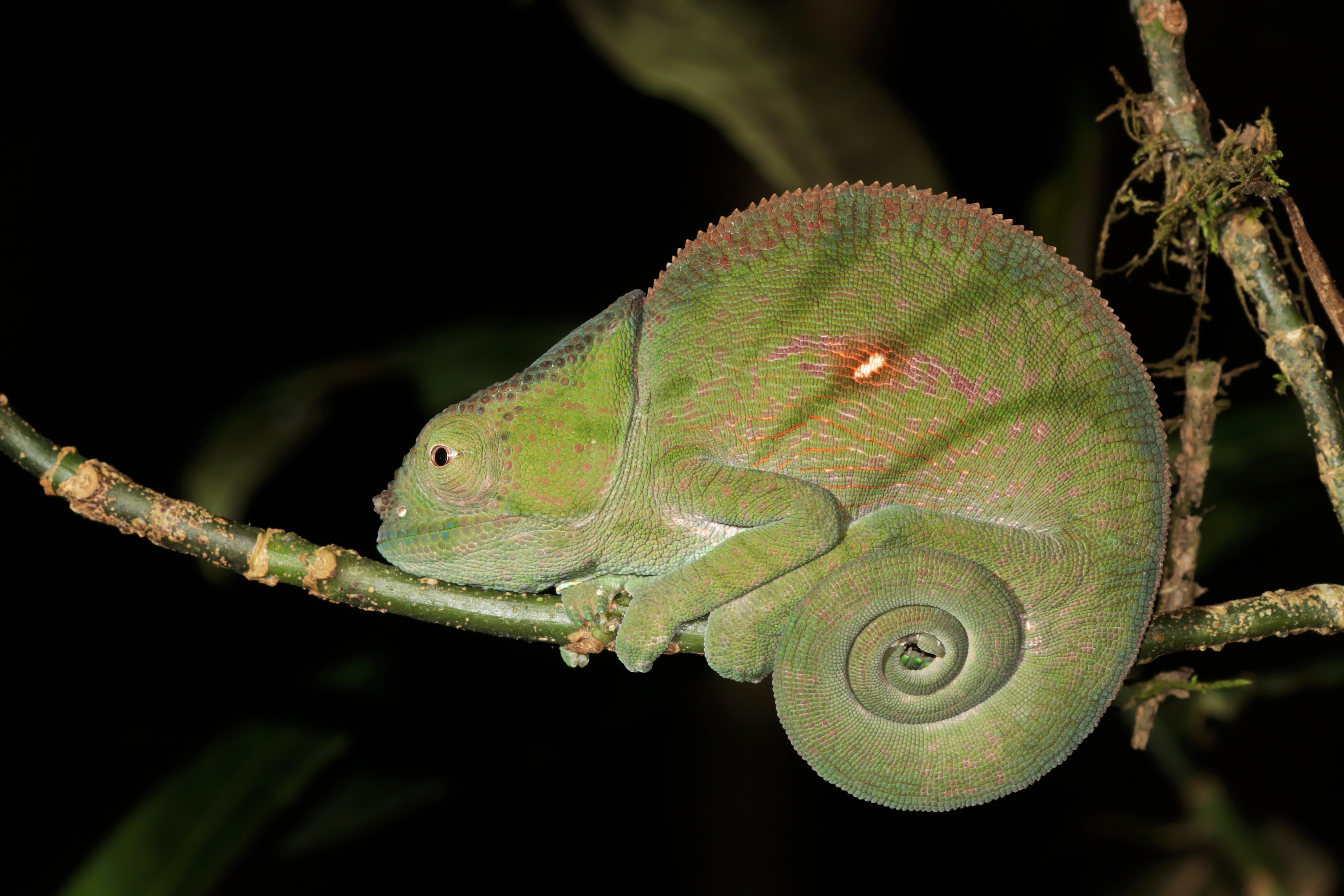

## Publications originales
- Cuvier, 1825 : Recherches sur les ossemens fossiles de quadrupèdes, où l'on rétablit les caractères du plusieurs espèces d'animaux que les révolutions du globe paroissent avoir détruites. Dufour & d'Ocagne, Paris, ed. 3, vol. 5 (texte intégral).
- Methuen & Hewitt, 1913 : On a collection of reptiles from Madagascar made during the year 1911. Annals of the Transvaal Museum, vol. 3, no 4, p. 183-193 (texte intégral).